# بايرون بورفورد
بايرون بورفورد (بالإنجليزية: Byron Burford)‏ (و. 1920 – 2011 م)هو رسام من الولايات المتحدة الأمريكية . ولد في جاكسون، مسيسيبي .
توفي في آيوا سيتي، آيوا .